# Norman Lloyd
Norman Lloyd, rodným jménem Norman Perlmutter, (8. listopadu 1914 – 11. května 2021) byl americký herec, producent a režisér s kariérou v zábavním průmyslu trvající téměř století. Působil ve všech hlavních průmyslových odvětvích, včetně divadla, rozhlasu, televize a filmu. Jeho kariéra začala v roce 1923. Jeho poslední film Vykolejená byl uveden v roce 2015 poté, co Lloyd dosáhl 100 let.
Narodil se do židovské rodiny v Jersey City, ale vyrůstal v Brooklynu. Po dokončení střední školy zahájil studium na Newyorské univerzitě, ale na konci druhého ročníku školu opustil. Herectví se věnoval již od dětství, zpočátku ve vaudevillu. Počátkem čtyřicátých let začal hrát také ve filmech, například v Hitchcockových snímcích Sabotér (1942) a Rozdvojená duše (1945). Dále hrál například ve filmech Světla ramp (1952), Společnost mrtvých básníků (1989), Věk nevinnosti (1993) a Vykolejená (2015). Rovněž režíroval několik televizních filmů a věnoval se také produkci. V roce 2007 o něm byl natočen dokumentární film Who Is Norman Lloyd?